# Nutt
Nutt è una comunità non incorporata e città fantasma della contea di Luna, nel Nuovo Messico meridionale, negli Stati Uniti sud-occidentali. Si trova a diciannove miglia a sud-ovest di Hatch sulla NM 26 all'incrocio con la NM 27.

## Storia
Prima della fondazione della città, l'area era il sito del Lloyd's Ranch e del Slocum's Ranch ed era soggetta ad attacchi da parte degli Apache.
La città di Nutt fu fondata nel 1881 come deposito e stazione dell'acqua sulla Atchison, Topeka and Santa Fe Railway e prese il nome dal colonnello Henry Clay Nutt, che servì nel suo consiglio di amministrazione, e fu determinante nell'ottenere la legislazione abilitante attraverso la legislatura territoriale del Nuovo Messico  per il ramo meridionale della ferrovia. Le carovane lasciarono Nutt per le comunità minerarie della Black Range fino a che la Santa Fe non avviò una linea di rami fino a Lake Valley nel 1884. Dopo che il ramo fu costruito, Nutt cadde rapidamente in declino. La storia della città dopo il 1884 è piuttosto sconosciuta. La sua unica pretesa di fama arrivò nel 1892 quando Tom Ketchum detto "Black Jack" e suo fratello Sam appresero che un treno della Atchison, Topeka and Santa Fe era diretto a Deming con i soldi. La banda fermò il treno appena fuori Nutt, tenendolo sotto tiro, e prese circa $20.000.
Nutt aveva un ufficio postale dal 1881 al 1884, e ancora dal 1899 al 1939.